# Adam Gruca
 (décembre 2023).
Si vous disposez d'ouvrages ou d'articles de référence ou si vous connaissez des sites web de qualité traitant du thème abordé ici, merci de compléter l'article en donnant les références utiles à sa vérifiabilité et en les liant à la section « Notes et références ».
Adam Gruca, né le 3 décembre 1893 à Majdan Sieniawski (alors en Autriche-Hongrie) et mort le 3 juin 1983 à Varsovie, est un médecin et chirurgien orthopédiste polonais. Avec les chirurgiens polonais Irénée Wierzejewskiego, Francis Raszeja, Wiktor Dega et Tylman Donat, il est l'un des meilleurs spécialistes dans son domaine.

## Biographie

### De la Première à la Seconde Guerre mondiale
Il fréquente l'école secondaire de Iaroslavl, soutenu financièrement par la famille Czartoryski. Dans les années 1909-1913, il sert dans les francs-tireurs polonais et organise les scouts polonais à Yaroslavl. À partir de 1910, il est également membre de l'Organisation nationale de la jeunesse. Après avoir été diplômé de l'école secondaire en 1913, il étudie la médecine à l'université de Lviv. Le 1er août 1914, il s'engage comme médecin dans l'armée autrichienne et est présent sur les fronts russe, roumain et italien. En novembre 1918, il sert dans l'armée polonaise et participe notamment à la défense de Lviv en 1918 et en 1920 lors de la guerre soviéto-polonaise. Après sa démobilisation en 1921, il poursuit ses études de médecine à Lviv pour obtenir son doctorat en 1922. Entre les années 1921 et 1928, il est assistant chirurgien, et devient en 1928 professeur associé du département de chirurgie à l'université Jana Kazimierza de Lviv (UJK). En 1931, il pratique l'orthopédie à Bologne et à New York, et à partir de 1938, il est professeur titulaire à l'UJK. Dans les années 1931 à 1939, il travaille en tant que chef du département de chirurgie à l'hôpital d'assurance sociale à Lviv.
Lors de la campagne de septembre, il prend part à la défense de Lviv et est à cette occasion le premier chirurgien officiant dans un hôpital militaire, situé dans le bâtiment principal de l'école polytechnique de Lviv. Au cours de la première occupation soviétique (1939-1941), il est à la tête du département de chirurgie générale à l'Institut de médecine de Lviv. Pendant l'occupation allemande (depuis juillet 1942), il travaille comme chargé de cours en médecine à Lviv. Menacé d'arrestation par les Allemands et de mort par l'UPA en septembre 1943, il quitte Lviv et se cache à Kalwaria.

### Après la guerre
Après la fin de la Seconde Guerre mondiale, il devient professeur à l'université de Varsovie et directeur du département de la clinique d'orthopédie à l'université de Varsovie III.
Il est membre de l'Académie et membre de l'Académie des sciences. Il publie près de 170 articles scientifiques et est le fondateur et le représentant le plus éminent de l'école d'orthopédie et de traumatologie de Varsovie. Il reçoit des doctorats honorifiques de l'Académie de médecine à Varsovie et à Wrocław. Il est également un grand sculpteur et dessinateur.

## Famille
Il était marié à Helena Wojciechowska, avec qui il avait une fille.

## Décorations
Il reçoit la Croix d'or du Mérite en 1948, l'ordre Polonia Restituta en 1954 et l'Ordre de la Bannière du Travail en 1959, puis en 1977.